# Štrpce
Štrpce (Albanees Shtërpca, ook: Stërpcë of Shtërpcë; Servisch: Штрпце, Štrpce) is een gemeente in het district Ferizaj, in het zuiden van Kosovo, de op 17 februari 2008 onafhankelijk verklaarde Servische provincie die momenteel bestuurd wordt door de VN-missie UNMIK. De burgemeester van de gemeente is Stanko Jakovljeviq (DS)
In 2007 had de gemeente Štrpce, dat 16 dorpen omvat, zo'n 13.600 inwoners (bron: schatting OCSE) en in februari 2001 had Štrpce een etnische Servische meerderheid van ongeveer 66,7%. De gemeente, die gelegen is nabij het Sargebergte, heeft een oppervlakte van ongeveer 247 km² en bestaat voornamelijk uit bergachtig gebied.